# Asianthrips dentipes
Asianthrips dentipes (лат.) — вид трипсов рода Asianthrips из семейства Phlaeothripidae (Thysanoptera).

## Распространение
Встречаются в Юго-Восточной Азии: остров Ява, Индонезия.

## Описание
Мелкие желтовато-коричневые насекомые (длина около 1—2 мм) с четырьмя бахромчатыми крыльями. От близких видов отличаются следующими признаками: максиллярные стилеты втянуты в середину головной капсулы; переднее крыло с удвоенными ресничками. Проторакс коричневый. Голова коричневая. 2-й сегмент брюшка спереди коричневый; VIII брюшной сегмент очень слабо затенен коричневым сзади сбоку; остальные сегменты брюшка темно-жёлтые, сегменты с III по V с срединной нечеткой коричневой отметиной сразу за антекостальным швом. Усики 8-члениковые, VIII членик сросшийся с VII члеником; сегмент III асимметричный; колокольчатые сенсиллы на II членике расположены вблизи вершины. Заднегрудной стерноплевральный шов отсутствует; мезопрестернум медиально сросся с мезоэустернумом, между этими пластинками с обеих сторон имеются швы. Брюшные тергиты II—VII с двумя парами удерживающих крыло щетинок.

## Классификация
Вид был впервые описан в 2022 году японскими энтомологами Shuji Okajima и Masami Masumoto (Laboratory of Entomology, Tokyo University of Agriculture, Ацуги, Канагава, Япония). Близок к видам Asianthrips dasycornis, Asianthrips longior и Asianthrips bamboosielloides.